# Yann Gael
Yann Gael, né le 2 août 1986 à Garoua (Cameroun), est un acteur et écrivain franco-camerounais.

## Biographie
Yann Gael est né à Garoua au Cameroun. Il a grandi entre la Bretagne, les Ulis, Besançon et Villiers-Le-Bel. Il décide de devenir acteur « sur un coup de tête » pendant les révoltes de 2007 à Villiers-Le-Bel, où il vit alors. Dans une interview à Jeune Afrique, il confie « Il y avait un truc qui montait en moi. L’environnement devenait beaucoup trop violent. Je marchais dans la rue, et les mamies s’agrippaient à leurs sacs ; j’avais le sentiment d’être une menace pour les autres ». « J’avais envie d’immédiateté. »
Il a été élève de la Classe Libre du Cours Florent et du Conservatoire national supérieur d'art dramatique dans les classes de Philippe Duclos puis de Gérard Desarthe.
Il est encore étudiant lorsque Marcel Bozonnet lui offre le premier rôle de Chocolat, clown nègre au Théâtre des Bouffes-du-Nord. En 2015, le rôle est repris au cinéma par Omar Sy dans le film Chocolat.
En 2014, il est alors propulsé sur le petit écran, formant avec Gérard Darmon le duo antagoniste de la série Duel au soleil sur France 2. La seconde saison est diffusée en 2016. Il joue ensuite un jeune boxeur sénégalais pour la télévision italienne, aux côtés d'Adriano Giannini et Nino Frassica. En 2017, il obtient le Prix du Meilleur Acteur au Festival de la fiction TV de La Rochelle 2017 pour son rôle dans Le Rêve français où il est entouré d'Aïssa Maïga, Firmine Richard, Jocelyne Béroard et Ambroise Michel. En 2018, il est au générique de Silvio et les Autres (Loro), film sur Silvio Berlusconi réalisé par Paolo Sorrentino.
C'est ensuite à Dakar qu'il tourne la série Sakho & Mangane avec pour partenaire l'acteur burkinabé Isaka Sawadogo. Et dans la foulée, toujours au Sénégal, le film Saloum (en post-production), lui aussi réalisé par Jean Luc Herbulot.
Il retourne au théâtre en 2019 pour incarner le mythique empereur fou Caligula de la pièce éponyme d'Albert Camus dans une mise en scène afrofuturiste de Patrice Le Namouric.
Sur la demande de Léonora Miano, il signe un chapitre du livre Marianne Et le Garçon Noir, aux Editions Pauvert. Il y parle de Masculinité Noire en France à travers son travail d'acteur.

## Filmographie

### Télévision
- 2011 : Hard, saison 1, épisode 1 de Cathy Verney (série) : candidat lauréat no 2
- 2014 : Duel au soleil d'Olivier Guignard (série) : Sébastien Le Tallec
- 2015 : Rose et le Soldat de Jean-Claude Barny (téléfilm) : Augustin
- 2016 : Duel au soleil d'Olivier Guignard et Didier Le Pêcheur : Sébastien Le Tallec
- 2016 : Il coraggio di vincere de Marco Pontecorvo (téléfilm) : Ben Wade
- 2017 : Le Rêve français de Christian Faure (mini série) : Samuel Rénia
- 2019 : Plan cœur saison 2 (série Netflix) de Noémie Saglio : Samuel Rénia
- 2020 : Sakho & Mangane de Jean Luc Herbulot : Basile Mangane
- 2022 : 1899 de Baran bo Odar (série Netflix) : Jérôme
- 2023 : Le Code : Thomas Mendy (saison 2 - épisode 5)
- 2025 : Nero (série Netflix) d'Allan Mauduit et Ludovic Colbeau-Justin

### Cinéma

#### Longs métrages
- 2010 : D'amour et d'eau fraîche d'Isabelle Czajka : le serveur en boîte de nuit
- 2014 : L'Astragale de Brigitte Sy : Étienne
- 2018 : Silvio et les autres (Loro) de Paolo Sorrentino : Michel Martinez
- 2020 : Saloum de Jean Luc Herbulot : Chaka
- 2021 : Vanilla de Joseph A. Adesunloye : Bastien
- 2024 : Hot Milk de Rebecca Lenkiewicz : Matthew
- 2024 : Gladiator 2 de Ridley Scott : Bostar

#### Courts et moyens métrages
- 2011 : La Nuit des gendarmes d'Éric Griffon du Bellay : Matis Tadié Buené
- 2012 : La Marque des champions de Stéphane Kazandjian : Babacar
- 2012 : TWE d'Itvan Kebadian : Seday
- 2012 : Le Clown Chocolat de Samia Chala et Thierry Leclère : Chocolat
- 2013 : Le Retour de Yohann Kouam : Théo
- 2015 : Nuit de Mathieu Rathery : Cornelius
- 2016 : Et toujours nous marcherons de Jonathan Millet : Simon
- 2017 : La Septième heure de Mathieu Rathery : Thelonius
- 2020 : Hope de Shaun James Grant : Lui
- 2021 : Soldat noir de Jimmy Laporal-Trésor : Kaze

### Clips
- 2013 : Jimmy (Booba) de Gregory Ohrel et Lionel Hirlé : Jimmy

## Théâtre
- 2008 : Le Bourgeois Africain : Cléonte
- 2011 : Traversées de Philippe Duclos : Hamlet
- 2012-2013 : Chocolat, clown nègre de Marcel Bozonnet : Chocolat
- 2013 : Deux Labiche de moins de Nicolas Bouchaud
- 2019 : Caligula (Camus) de Patrice Le Namouric : Caligula
- 2021 : Après Le Feu de Vincent Fontano : Lui

## Publication
- Marianne et le garçon noir, ouvrage dirigé par Léonora Miano, Pauvert, 2017,  (ISBN 978-2-7202-1559-9)

## Distinctions
- 2013 : Prix de la meilleure interprétation masculine du Festival de Hyères Les Palmiers pour Le Retour [12]
- 2014 : Prix de la meilleure interprétation masculine du Festival Cinébanlieue pour Le Retour [13]
- 2017 :  Prix France Télévisions de l'interprétation masculine du Festival du Court-Métrage de Clermont-Ferrand pour Et toujours nous marcherons[14]
- 2017 :  Melhor Ator du Festival FestiFrance Brésil pour Et toujours nous marcherons[15]
- 2017 : Meilleure interprétation masculine au Festival de la fiction TV de La Rochelle 2017 pour Le Rêve français[16]
- 2018 : Mention Spéciale au Festival Vues d'Afrique pour Le Rêve français[17]